# Топологическая фаза материи
Топологическая фаза материи — состояние двумерной системы из большого числа сильновзаимодействующих частиц (конденсированной среды), характеризующееся определённым сохраняющимся для данной фазы топологическим инвариантом. За открытие топологических фаз материи и топологических фазовых переходов Д. Таулессу, Д. Холдейну, Д. Костерлицу была присуждена Нобелевская премия по физике за 2016 год. Предполагалось, что теория топологических фаз материи может быть использована при создании квантовых компьютеров. Она была применена при создании чипа «Majorana 1» от Microsoft, основанном на топологических проводниках.